# 阿德纳·查菲
阿德纳·罗曼扎·霞飞（英語：Adna Romanza Chaffee，1842年4月14日—1914年11月1日），美国陆军中将、参谋长。
霞飞出生在俄亥俄州阿士塔布拉县奧威爾。1862年入伍，参加南北战争，后来又参加北美印第安战争，并逐步获得提拔。1898年美西战争期间，他被提拔为准将，统率一个旅。他在古巴的El Caney（在圣地亚哥-德古巴附近）大败西班牙军队，因功被升少将。
1900年6月，中国发生义和团暴乱，西方人和中国天主教徒的权利受到暴民的严重侵害。美国等西方国家决定远征中国惩罚暴民。霞飞被任命为中国救援远征队队长，于7月抵达中国。这个远征队的目的是救援西方人和镇压中国的暴乱。霞飞参加了盖斯利远征队，后来又参加北京战役，救援被围困的各国公使馆。
1902年7月到10月，他担任菲律宾的军事总督。他在1904年1月被提拔为中将。后来被任命为陆军参谋长。1906年2月1日退休。退休后搬到洛杉矶居住，并在那里逝世。他的遺体安葬在阿灵顿国家公墓。